# Roiska sotnia
Roiska (Rojska) (ukr.: Роїська (Ройська)) sotnia – jednostka administracyjna i formacja wojskowa pułku czernihowskiego Hetmanatu.
Pierwsza wzmianka pochodzi z uniwersału hetmana Iwana Wyhowskiego z 1659 r. Jako okręg administracyjny istniała do 1782 r., jako jednostka wojskowa do 1784 r.
Zajmowała terytorium wzdłuż górnego i środkowego biegu Stryżenia (prawego dopływu Desny) i wzdłuż szlaku z Czernihowa na Białoruś. Centrum sotni znajdowało się w wiosce Roiszcze, skąd pochodzi jej nazwa.
Sotnia obejmowała 32 osady i liczyła od 100 do 707 kozaków w służbie czynnej.